# سقوط ایلام

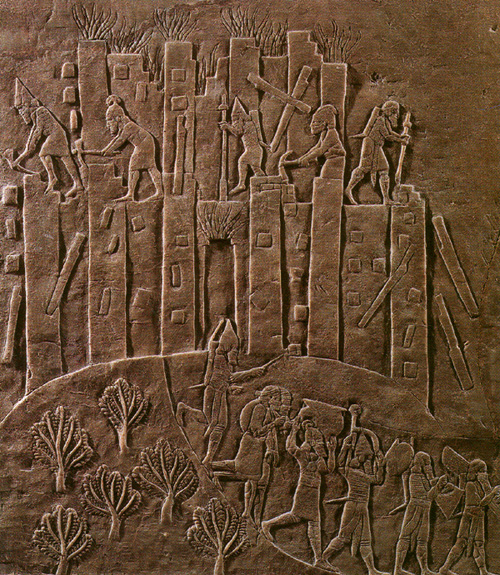
نقشی برجسته که تسخیر شوش را به دست آشور به تصویر کشیده است.

سقوط عیلام در اثر اختلافات و خیانت‌های داخلی و شکست عیلام در برابر دولت آشور، در زمان پادشاهی آشور بانیپال در سال ۶۴۵ پیش از میلادی اتفاق افتاد.

## تاریخچه
در زمان پادشاهی شاه آشور اسرحدون، این دولت به اوج قدرت رسید. آشوریان، با تصرف مصر، شاهزاده خانم‌های مصری را به اسارت گرفته و با خود به آشور بردند. غیر از عیلام در آسیای غربی دیگر دولتی نمانده بود که تابع یا دست‌نشاندهٔ آشور نباشد.
در سال ۶۶۹ پیش از میلاد آشور بنی پال به تخت نشست و تمام توجه خود را به فرونشاندن شورش مصریان معطوف داشت. در این میان عیلامیان از فرصت استفاده کرده به تاخت و تاز در مملکت بابل پرداختند و غنائمی را از آن‌جا با خود به شوش آوردند. پس از آن‌که اورتاکو شاه عیلام درگذشت، برادرش تئومن بر تخت نشست؛ این تغییر پادشاهی برای عیلام بسیار شوم بود. شاه جدید، چون قصد داشت، ۶۰ تن از شاهزادگان عیلامی که برادرزادگانش بودند را بکشد، موجبات فرار ایشان و پناهنده شدنشان به دربار آشور گردید و او نیز با آغوش باز این شاهزادگان فراری را پذیرفت و پناه داد؛ با این نیت که بتواند از ایشان در جنگ خانگی استفاده، عیلام را ضعیف کرده و درهم شکند. از طرف دیگر تئومن به آشور تکلیف کرد که فراریان عیلامی را مسترد دارد. آشور جواب رد داد و جنگ درگرفت.

## حوادث مربوط به جنگ‌ها
جنگ توللیز یا جنگ نخست آشور بنی‌پال با عیلام در سال ۶۵۹ پیش از میلاد رخ داد و شاه عیلام تئومن که در این جنگ شخصاً در نبرد حضور داشت، پس از زخمی شدن به دست یک شاهزادهٔ عیلامی، به دست آشوریان سر بریده شد و جنگ با شکست عیلامیان به پایان رسید. بعد از کشته شدن تئومن، پسر بزرگ اورتاکو به نام خوم بان ایگاش به پادشاهی عیلام برگزیده شد؛ آشوریان باج از عیلام گرفته به نینوا مراجعت کردند.
پس از جنگ توللیز، برادرِ آشور بنی‌پال که حاکم و شاه بابل بود، علیه او طغیان کرد که علتش خواست شاه آشور در برکناری او از حکومت بابل بود. در این درگیری، بی‌طرفیِ پادشاه عیلام که دست نشاندهٔ شاه آشور بود، سبب رنجش آشور بانی‌پال شد.
بنابراین شاه آشور برای تنبیه عیلامیان، خواست تندیس نانای را به آشور مسترد دارند. پادشاه عیلام با این درخواست، خود را در موقعیت بسیار دشواری می‌دید؛ از یک سو این مجسمه قرن‌ها در شوش بود و پرستندگان زیادی داشت؛ از سوی دیگر تحویل دادن آن، مشروعیت پادشاهی عیلام را میان مردم خدشه‌دار می‌کرد. در این احوال، حاکم بابل به پادشاه عیلام وجوهی از خزانهٔ بابلی داد و او نیز از جهت سختی و اوضاع بدی که داشت مجبور شد با بابل برضد آشور متحد شود.
در سال ۶۵۱ پیش از میلاد هر چند که جنگی که قطعی بوده باشد، مابین طرفین روی نداد آشوریان به اغتشاشات داخلی عیلام دامن می‌زدند چنان‌که بر اثر آن تام ماری تو برادر پادشاه عیلام، او را می‌کشد و به تخت نشست اما بعد از چندی این پادشاه هم گرفتار توطئهٔ یکی از دست نشانده‌های خود، موسوم به ایندابوغاش گردید و از او شکست خورده به خلیج فارس فرار کرد و بالاخره گرفتار گردیده به نینوا به اسارت رفت. آشور بانیپال با او به مهربانی رفتار نمود زیرا او را برای اجرای خیالات خود راجع به عیلام لازم داشت.
آشور بانیپال پس از آنکه قشون کشی به بابل کرد آن را گرفت و کشتار و غارت زیادی در شهر نمود. سپس تصمیم گرفت به کار عیلام خاتمه داده، خیال خود را از طرف این دشمن موروثی راحت کند. در این اوان اوضاع داخلی عیلام طوری بود که هر آن پادشاه آشور می توانست از اختلافات داخلی استفاده نماید. از طرف دیگر ایندابوغاش که برای کمک کردن به بابل اقدامی نکرده‌بود، پس از سقوط این شهر سفرایی نزد پادشاه آسور فرستاد ولیکن پادشاه مزبور آنها را خوب نپذیرفت و استرداد کلدانی‌هایی را که در زمان طغیان بابل به آن کمک نموده و بعد به عیلام فرار کرده بودند خواست و ضمناً تهدید کرد که اگر آنها را مسترد ندارد شهرهای عیلام را خراب نموده، مردم را به اسارت خواهد برد.
در این احوال ایندابوغاش را نجبا کشته، خوم بان کالداش را به جای او بر تخت نشاندند و پادشاه آشور از موقع استفاده کرد، تام ماری تو را به تخت عیلام نشانید. ولیکن همین که او به تخت نشست کنگاشی بر ضد آسوری‌ها ترتیب داد. مطلب قبل از اجرای آن افشا شد و بر اثر آن او را بازگرفته و در محبس انداختند و آشوریان پس از آن مملکت را غارت و با غنایم زیاد به نینوا مراجعت کردند. از جریان وقایع پیداست که نفاق داخلی برای عیلام رمقی باقی نگذاشته بود.

## نابودی عیلام
در سال ۶۴۵ پیش از میلاد پادشاه آشور که از نتایج جنگ‌های قبلی ناراضی بود، باز در پی بهانه برای جنگ با عیلام گردید و با این مقصود تام ماری تو را به عیلام فرستاده از خوم بان کالداش استرداد کلدانیان مزبور و تندیس نانای را مطالبه کرد. پادشاه عیلام دید قبول کردن این تکالیف با مرگ او مساوی است بنابراین تصمیم گرفت که مقاومت کند و آشوریان قشون قوی خود را به طرف عیلام حرکت داده وارد شوش شدند و در اینجا آنچه توانستند کردند. خزانهٔ پادشاهان عیلامی که از غنایم جنگ‌های سابق آنها با سومر و اکد پر بود به دست آشوریان افتاد همچنین طلا و نقره‌ای که بابل در موقع اتحاد به عیلام داده بود با مجسمه‌ها و اشیاء نفیس معابد عیلامی و آنچه در خانه ها از ثروت و اشیاء قدیمیگ بود به نینوا منتقل گردید. آشوریان به کشتار و غارت اکتفا نکرده استخوان‌های پادشاهان و اشخاص نامی عیلام را از قبور بیرون آورده و به نینوا فرستادند و ۳۴ مجسمهٔ پادشاهان عیلام که از طلا و نقره و مرمر و غیره ساخته شده بود جزو غنایم آشوری گردید. مجسمهٔ نانای که ۱۶۳۵ سال در عیلام بود به دست پادشاه آشور افتاد و برای شهر ارخ پس فرستاد. آشوریان پس از کشتار و غارت شهرها اسرای بی شماری را چه از شوش و چه از شهرهائیکه تسلیم بودند به آشور بردند. خوم بان کالداش آخرین پادشاه عیلام که فرار کرده بود بعد از چندی به دست آشوریان افتاد. آشور بنی پال او و تام ماری تو را که هر دو پادشاه سابق عیلام بودند به عرابهٔ خود بست و ارابه را تا معبد آشور کشیدند. مملکت عیلام پس از انقراض به صورتی در آمده بود که حزقیل یکی از پیامبران بنی‌اسرائیل آن را از کثرت کشتار و غایت خرابی به گورستان تشبیه کرده‌است.
کتیبه آشور بانیپال در باره فتح و نابودی عیلام چنین می‌گوید:
تمام خاک شهر شوشان و شهر ماداکتو و شهرهای دیگر را با توبره به آشور کشیدم و در مدت یک ماه و یک روز کشور عیلام را با همه پهنای آن، جاروب کردم. من این کشور را از چارپایان و گوسپند و نیز از نغمه‌های موسیقی بی‌بهره ساختم و به درندگان، ماران، جانوران و آهوان رخصت دادم که آن را فرو گیرند.